# Big Joe 1

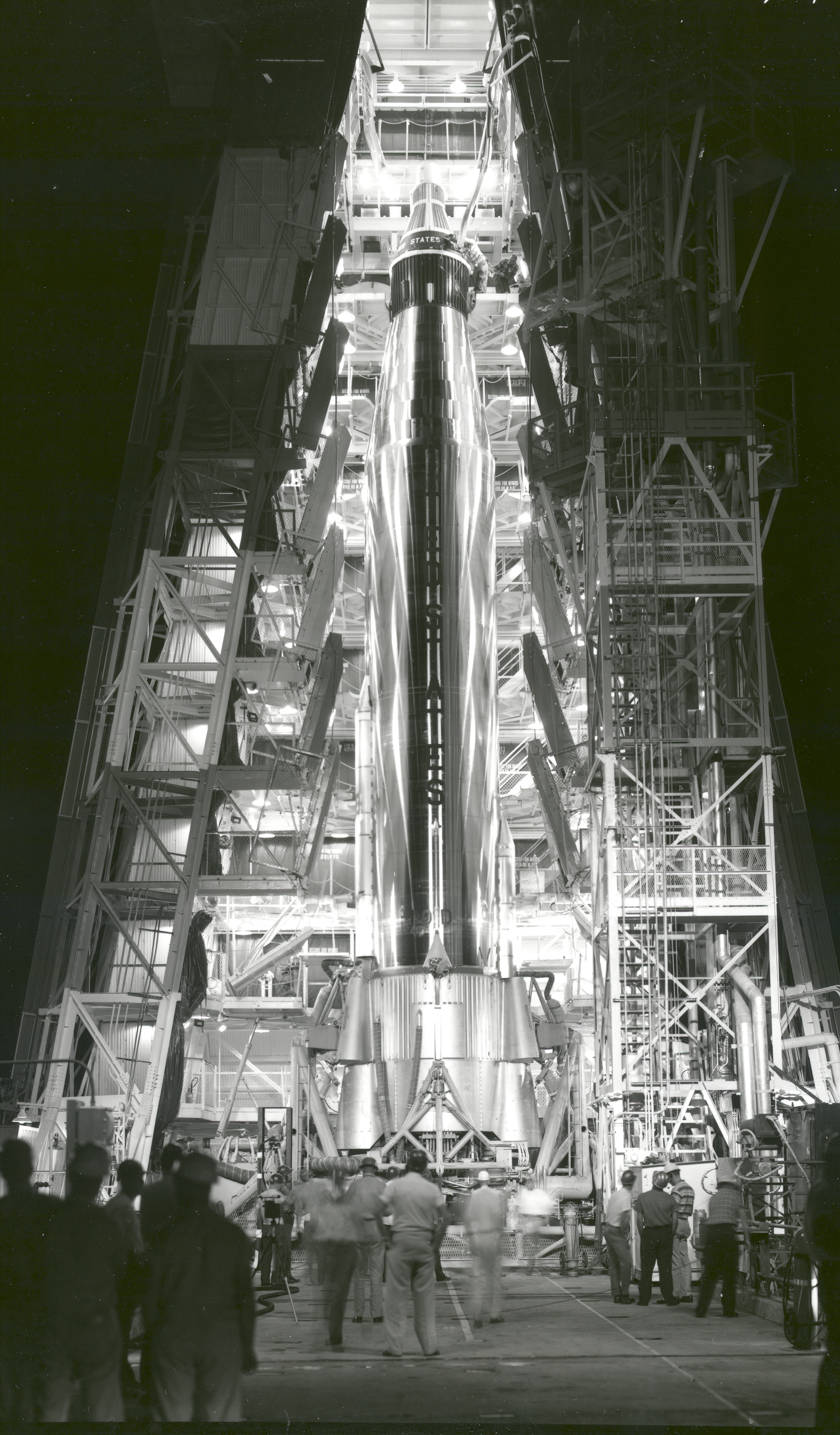
Assemblaggio della prima capsula Mercury lanciata con un razzo vettore Atlas

Big Joe 1 cioè il razzo vettore del tipo Atlas con il numero di serie 10-D venne destinato al lancio di un prototipo della capsula del programma Mercury priva di equipaggio. Il lancio avvenne da Cape Canaveral in Florida il 9 settembre 1959. L'obbiettivo della missione "Big Joe" fu principalmente di testare lo scudo termico della capsula da usare durante l'esecuzione del programma Mercury. La missione fu solamente un successo parziale. Infatti l'obbiettivo primario venne raggiunto con successo dato che lo scudo termico resistette perfettamente alla fase di rientro in atmosfera, fatto che poté essere constatato dalle inaspettate ottime condizioni in cui si trovava dopo il recupero della capsula dalle acque dell'Oceano Atlantico. Il congegno propulsore D del razzo vettore del tipo Atlas invece non funzionò correttamente e si staccò troppo tardi dalla capsula Mercury rispetto agli originari piani di volo. Pertanto, a causa dell'ulteriore peso dei congegni propulsori del razzo Atlas che non si era staccato correttamente, il congegno propulsore della capsula si spense 14 secondi prima di quanto programmato a causa dell'esaurimento delle apposite riserve di carburante. Il prototipo della capsula non era dotato di un sistema di salvataggio, cioè con un razzo montato su di un'apposita torre in grado di staccarla dal razzo vettore in caso di emergenza.
Il prototipo della capsula del programma Mercury eseguì dunque un volo balistico suborbitale, percorrendo una distanza totale di 2.292 km e raggiungendo un'altezza di 145 km. La capsula poté essere recuperata ed analizzata accuratamente sugli effetti dovuti all'esposizione alle altissime temperature della fase di rientro in atmosfera. Ovviamente poterono essere analizzate anche tutte le reazioni della capsula all'influenza dei vari aspetti incontrati durante il volo che ebbe una durata totale di 13 minuti. Sin dalla data del Big Joe 1, la NASA ebbe la certezza del raggiungimento dell'idoneità per il volo nello spazio: la capsula Mercury corrispondeva a tutte le esigenze tecniche richieste per un tale volo. Pertanto un secondo lancio del Mercury, chiamato Big Joe 2 con il razzo vettore Atlas 20D (numero di serie), programmato per la fine dell'anno 1959, poté essere cancellato mentre il veicolo di lancio poté essere trasferito ad un altro programma.
La capsula pesava 1.159 kg e i numeri di serie completi erano 628/10-D per il razzo vettore Atlas, mentre la capsula del Mercury non aveva un apposito numero, in quanto si trattava ancora di un prototipo.
Il prototipo del veicolo spaziale Mercury usato nella missione Big Joe al momento è esposto presso la Garber Facility, National Air and Space Museum di Washington

## Statistiche
- Velocità massima raggiunta: 23.910 km/h
- Accelerazione massima: 12 g (118 m/s²)